# كات بالمر
كات بالمر (بالإنجليزية: Cat Palmer)‏ هي مصورة أمريكية، ولدت في 10 يناير 1980.

## وصلات خارجية
- الموقع الرسمي